# Kati (Mali)
Kati è un comune urbano del Mali, capoluogo del circondario omonimo, nella regione di Koulikoro.